# Roger Blandford

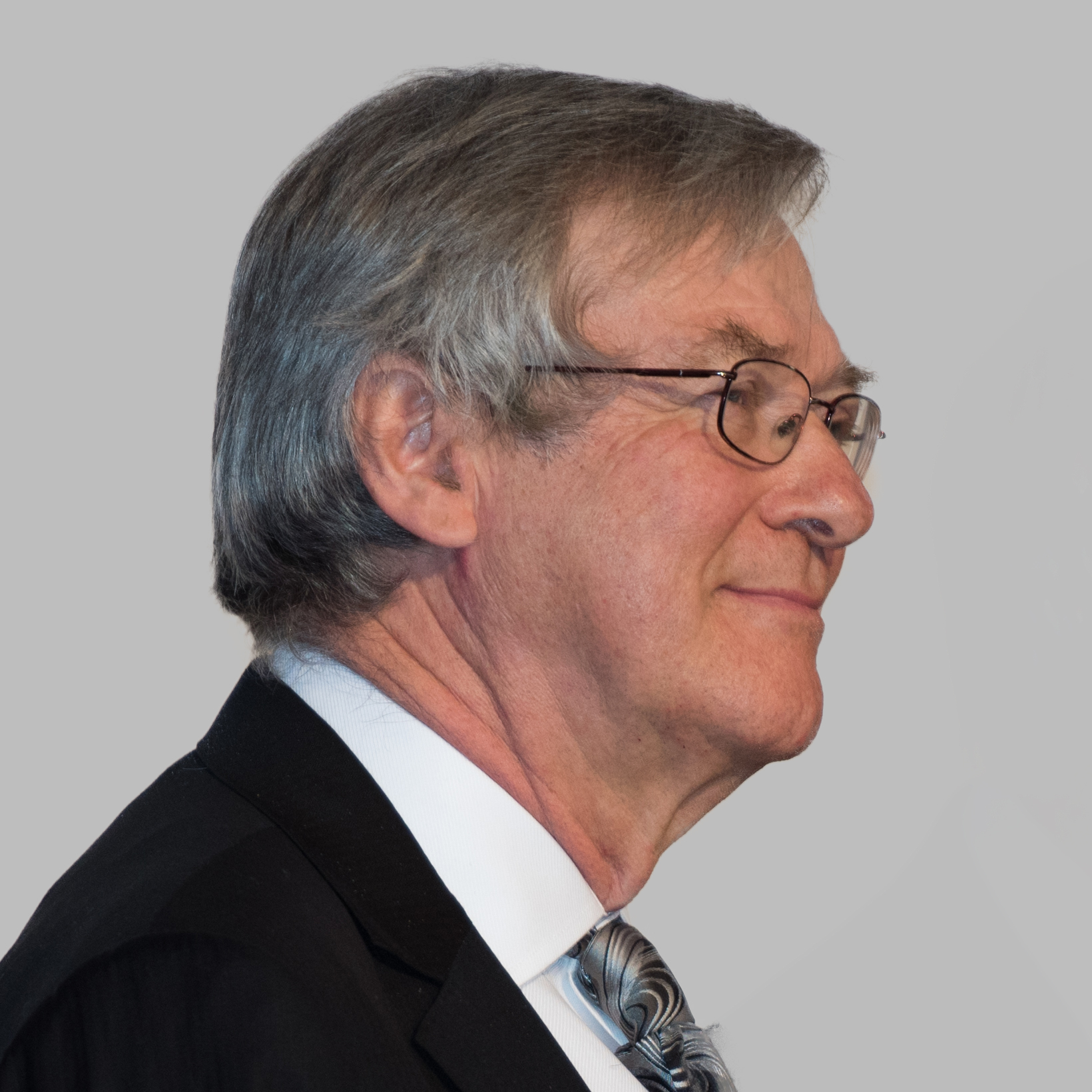
Roger Blandford, 2016

Roger David Blandford (* 28. August 1949 in Grantham, England) ist ein britischer Astronom und Astrophysiker.
Blandford promovierte 1974 an der Universität Cambridge und war von 1976 bis 2003 Professor am California Institute of Technology. 1980 wurde er Forschungsstipendiat der Alfred P. Sloan Foundation (Sloan Research Fellow). Seit 2003 ist er Professor am Stanford Linear Accelerator Center und der Stanford University und Direktor des Kavli Institute of Particle Astrophysics and Cosmology. Schwerpunkte seiner Arbeit sind Kosmologie, die Astrophysik Schwarzer Löcher und Gravitationslinsen.
Er entdeckte gemeinsam mit Roman Znajek den Blandford-Znajek-Prozess zur Gewinnung von Energie aus einem schwarzen Loch. Auch der Blandford-Payne-Prozess ist nach ihm benannt.

## Auszeichnungen
- 1982 Helen-B.-Warner-Preis
- 1989 Ernennung zum Mitglied der Royal Society
- 1993 Ernennung zum Mitglied der American Academy of Arts and Sciences
- 1998 Dannie-Heineman-Preis für Astrophysik
- 1999 Eddington-Medaille
- 2005 Ernennung zum Mitglied der National Academy of Sciences
- 2009 Fellow der American Physical Society
- 2013 Goldmedaille der Royal Astronomical Society
- 2016 Crafoord-Preis
- 2018 Karl G. Jansky Lecture
- 2020 Shaw Prize

## Schriften
- mit R. L. Znajek: Electromagnetic extractions of energy from Kerr black holes, Mon.Not.Roy.Astron.Soc., Band 179, 1977, S. 433–456
- mit D. G. Payne: Hydromagnetic flows from accretion discs and the production of radio jets, Mon.Not.Roy.Astron.Soc., Band 199, 1982, S. 883